# High score
 (décembre 2022).
Si vous disposez d'ouvrages ou d'articles de référence ou si vous connaissez des sites web de qualité traitant du thème abordé ici, merci de compléter l'article en donnant les références utiles à sa vérifiabilité et en les liant à la section « Notes et références ».
Le high score, ou ranking, peut être traduit par classement. Effectivement, c’est un classement des joueurs qui ont réalisé les meilleurs scores dans un jeu vidéo particulier.

## Dans les jeux d'arcade
Le score en cours ainsi que le meilleur score du jeu étaient bien souvent affichés à la périphérie de l’écran, durant la partie, soit en haut ou soit en bas. Ceci permettait une prise d’information rapide sur le score de votre partie en cours et des efforts restant à fournir pour battre le record.
La liste complète, affichée durant le mode attractif ou mode démo, récapitulait les meilleurs joueurs. En général, la liste comportait une dizaine de scores.
Certains joueurs laissaient leur marque (leur pseudo) sur plusieurs jeux, bénéficiant ainsi d’une réputation…
Cela rajoutait un intérêt au gameplay originel du jeu : battre d’autres joueurs ayant laissé leur score, et devenir le meilleur.

La plupart des jeux ne conservait pas en mémoire les scores après un débranchement électrique. Un autre défi était chaque jour de re-rentrer dans la liste pour y refaire figurer son pseudo…
Certains jeux empêchent d’utiliser des pseudos comme SEX, WAR ou tout autre mot à caractère subversif.

## Sur Internet
La notion de high score est également présente sur Internet. En effet, certains sites n’hésitent pas à organiser des ranking afin de déterminer le meilleur joueur.

## Sur consoles
Certains jeux récents proposent aussi un classement en ligne : le jeu donne un code chiffré au joueur qui devra l’entrer sur un site internet pour être validé, ou propose un classement direct avec certains systèmes de jeu en ligne (Xbox Live).